# 北京大学
北京大学（英語：Peking University），简称北大，创建于1898年，初名京师大学堂，成立之初为中国最高学府，同时也是国家最高教育行政机关，行使教育部职能，统管全国教育。中华民国建立后，校名改为北京大学校，后又改名为国立北京大学。1916年—1927年，蔡元培任北京大学校长时期，“循思想自由原则、取兼容并包之义”，推行改革，把北大办成以文、理两科为重点的综合性大学，使北京大学成为新文化运动和五四运动的策源地。1937年中華民國政府在平津作戰失守北平后，北大与清华、南开迁昆明组建新的国立西南联合大学，留守北京的學者於1939-1945年在北京成立淪陷區北京大學招收留守北京的貧寒學生，1946年北京大學由昆明回遷北平，接收了淪陷區北大學生。1952年院系调整后，北京大学聚集了原北大、清华、燕大三校的自然科学、人文学者，奠定了北大文理学科在中国高校中长期领先的地位。同时因为此次调整，北京大学也失去了其绝大部分工科的教授与资源。2000年，北京医科大学并入北京大学，成为北京大学医学部。
北京大学與清华大学並稱為中华人民共和国最顶尖的兩所高校，現時屬於「QS世界百強大學」、「泰晤士高等教育世界百強大學」、「美國新聞與世界報道世界百強大學」及「軟科世界百強大學」，是“双一流A类”和原“985工程”、原“211工程”重点建设大学。如今，北京大学是一所兼具自然科学、人文学科、社会科学、医学以及新型工科的综合性大学，也是大中华地区和亚太地区综合实力最强的高等教育机构之一。北京大学现有六个校区。北京大学校址原本在沙滩红楼、公主府等地，1952年院系调整后迁入位于北京西北郊的原燕京大学校园（燕园）。

## 校史

### 从京师大学堂到北京大学校（1898—1916年）

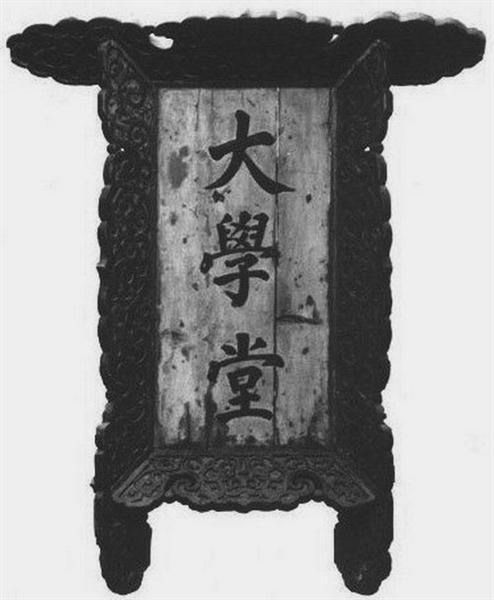
京师大学堂匾

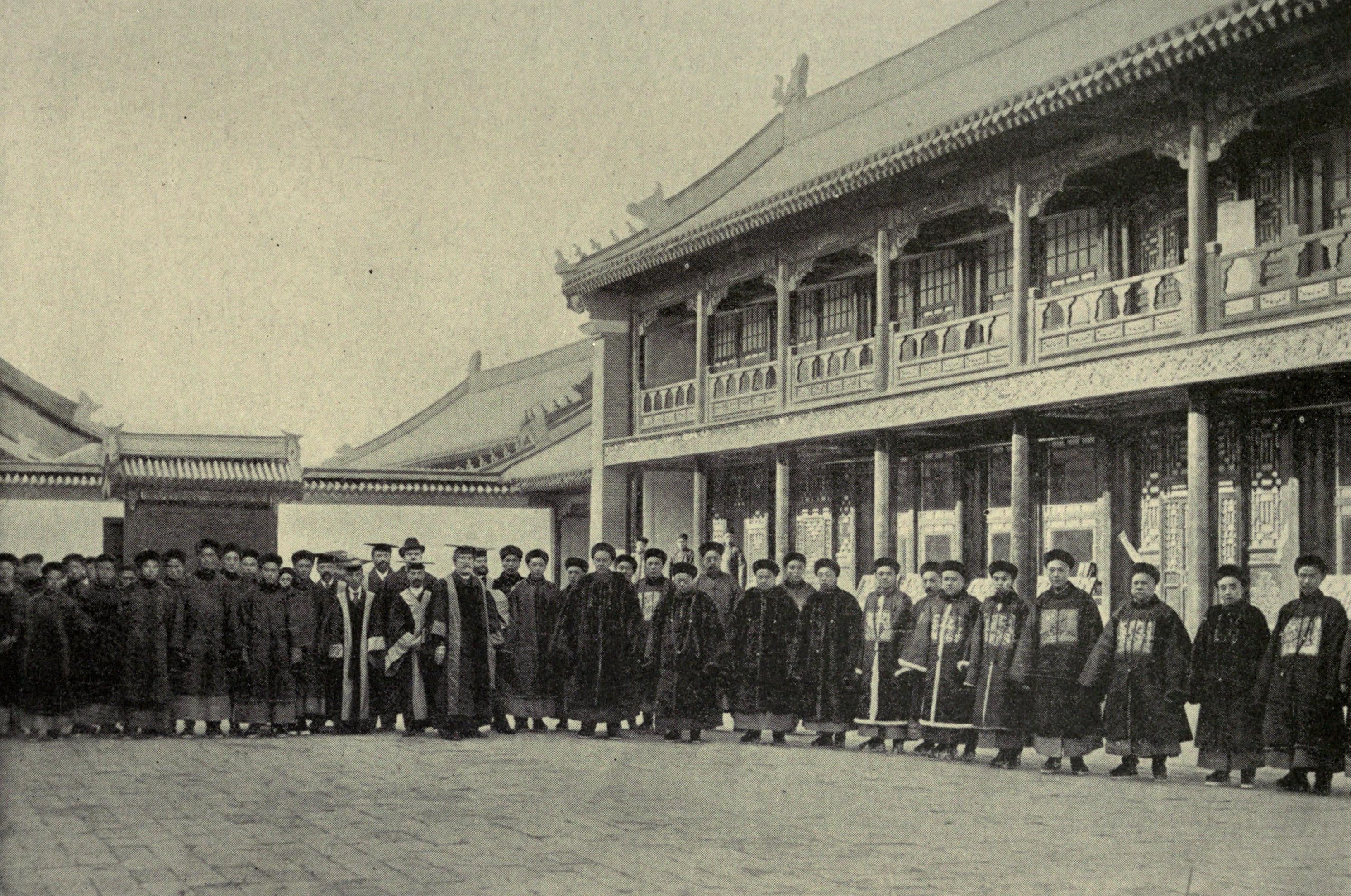
約1900年京師大學堂教职员工合影，背景为藏书楼

1898年6月11日（大清光绪24年4月23日），清光绪帝颁布《明定国是诏》开始戊戌变法，诏书中提出创办京师大学堂。随后，梁启超草拟了《奏拟京师大学堂章程》，并在7月3日（大清光绪24年5月15日）得到光绪帝批准。这份章程是中国近代最早的高等教育学制纲要。章程规定，京师大学堂统辖各省学堂。当时的京师大学堂兼为中国最高学府和最高教育行政机关。章程规定，京师大学堂遵循“中学为体，西学为用”的方针，课程分普通学、专门学。吏部尚书孙家鼐任管理大学堂事务大臣，許景澄任中学总教习，美国传教士丁韪良任西学总教习。9月21日，慈禧太后與守舊派發動戊戌政變，百日维新失败。但是，京师大学堂得以保留。京师大学堂校址设在景山东街和嘉公主府。大学堂这一时期的办学情况说法不一，有学者认为此阶段的京师大学堂只是一所旧式的书院，以经史教育为主。但也有学者考证出京师大学堂注重西学，并非以经史教育为主，是中国第一所新式大学。1898年京师大学堂设立的藏书楼，是中国近代最早的新型图书馆之一。
1900年，义和团运动爆发，京师大学堂遭到破坏，至8月3日，清廷一度下令京师大学堂停办。八国联军開始进入北京之後，京师大学堂校區又被俄軍等當作軍營，學校無法使用近兩年時間。1902年1月10日，清政府委任吏部尚书张百熙为管学大臣，“责成经理”京师大学堂，京师大学堂得以恢复。吴汝纶和辜鸿铭任正副总教习，嚴復和林纾分任大学堂译书局总办、副总办。1862年创办的京师同文馆也并入大学堂。12月17日，京师大学堂举办开学典礼。京师大学堂恢复之后，首先开办的是速成科（分为仕学馆、师范馆）与预备科。1904年，京师大学堂派47名学生出国留学，开中国高校派遣留学生之先河。京师大学堂是中国近代第一所国立综合性大学。1910年，京师大学堂分科大学开办，设经科、法政科、文科、格致科、农科、工科、商科，共十三学门。
中华民国成立后，北洋政府于1912年5月3日批准京师大学堂改名为北京大学校，任命严复为署理北京大学校校长。严复接手时，学校急缺资金，办学困难。严复多方筹款，使北京大学暂时渡过难关。同年7月教育部下发命令，以“成绩未著”、“各方不满”为由结束北京大学。严复作《论北京大学校不可停办说帖》，并吁请各方支持北大办学。最终，政府收回了命令。这年的7月29日，英国教育会议宣布承认北京大学及附设译书馆为大学。但是，由于派系斗争等因素，严复辞去校长职务，10月1日，改任章士釗为校长，章士釗坚拒，18日，遂由馬良代理，12月27日，又以何燏時为署北京大学校校长。1913年5月27日，学生因事闯校长室，迫令何燏時辞职，扰攘近半月，风潮始平息。1914年，胡仁源任北京大学校长。此时已有黄侃、辜鸿铭、钱玄同、马叙伦、陶孟和、冯祖荀、何育杰、俞同奎等名家在北京大学任教。
清末民初的北京大学仍有不少衙门气，很多教师原为清朝或北洋政府的官僚，学问不多；部分教学内容陈旧；学生大多无心学术研究，务在做官发财，多读法科；有的学生带着听差上课；一些师生出入八大胡同等地的妓院。
胡适、冯友兰、任继愈、季羡林等学者认为，北京大学传承了太学或国子监的传统，故有“上承太学正统，下立大学祖庭”之说。

### 蔡元培时代的北京大学（1916—1927年）

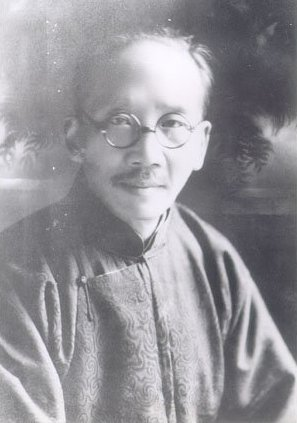
蔡元培，1916年至1927年任北京大学校长

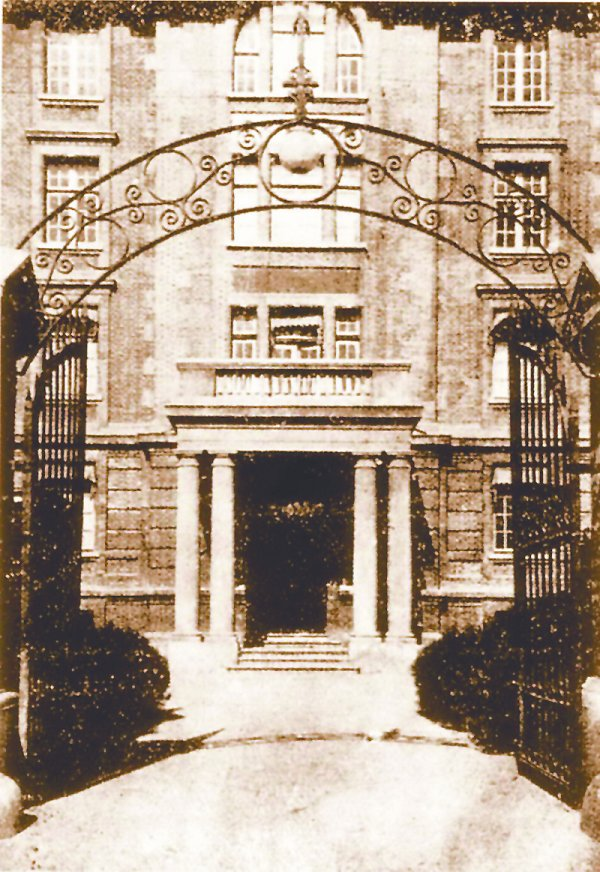
1919年竣工的北大红楼

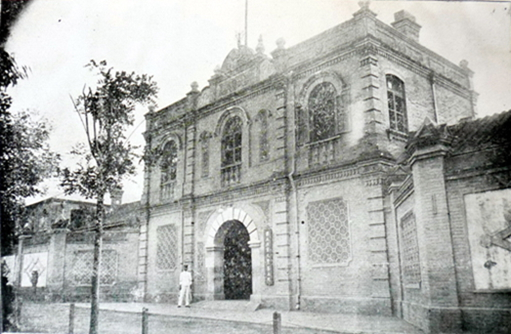
位于北河沿的北京大学第三院大门

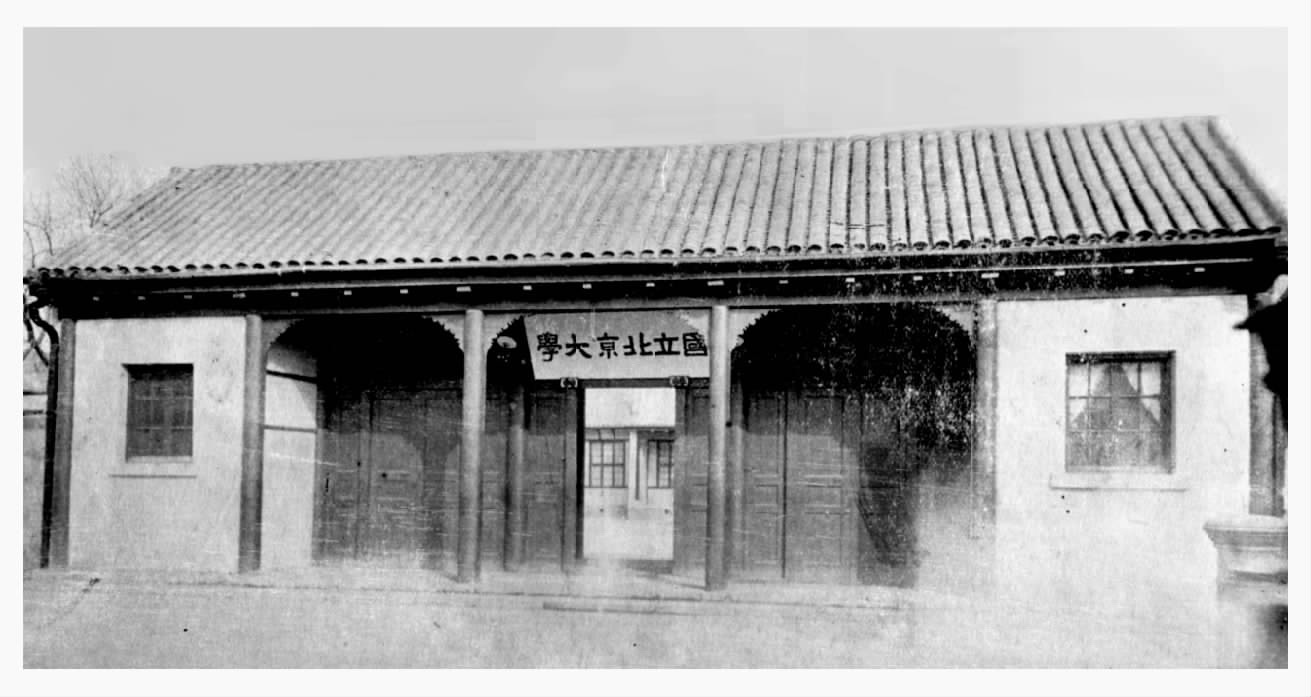
位于景山东街（今沙滩后街）的北京大学校门，摄于1917年。红楼建成后，校部迁至沙滩红楼，此处成为北京大学第二院（马神庙公主府校区）。这座大门在文化大革命中被拆除

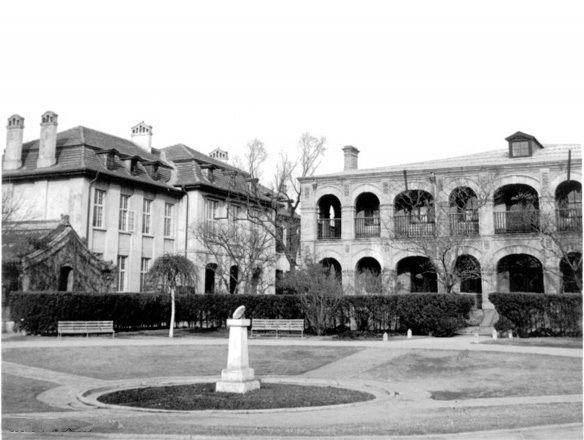
北京大学第二院内景

1916年12月26日，蔡元培出任北京大学校长:122。1916年至1927年，蔡元培担任北大校长的这十年，是北京大学校史上的一段辉煌期，“奠定了北大的传统和精神”。1917年1月9日，北京大学开学，蔡元培在开学典礼上发表演说，对学生提出三点要求：“抱定宗旨”、“砥砺德行”、“敬爱师友”。蔡元培主张“大学者，研究高深学问者也”，“循思想自由原则、取兼容并包之义”，对北京大学进行了一系列的改革。他辞退了一批不称职的中国、外国教师。他聘请陈独秀、夏元瑮分别出任文科、理科学长，聘请胡适、李大钊、鲁迅、刘半农、梁漱溟、李四光、王星拱、颜任光、钟观光、任鸿隽、李书华、丁西林、马寅初、陶孟和、陈启修、王世等到校任教。此期间在北京大学任教的著名学者还有黄节、吴梅、刘文典、陈垣、马裕藻、沈兼士、朱希祖、马衡、康心孚等。对有学术造诣、政治上守旧的辜鸿铭、刘师培、黄侃等人，蔡元培也用其所长。
蔡元培仿效德国莱比锡大学的管理制度，在北京大学推行教授治校、民主管理的制度。他设立了评议会，将其作为学校最高权力机关和立法机关，评议员由教授选出。后来，又在各学门（系）设立教授会。教授会管理学门（系）内事务，有较大的自主权。教授会主任由教授互选。教授、讲师，中国教员和国外教员都是教授会的会员。随后又设立北京大学行政会议、教务会议、总务处。至1920年9月，北京大学教授治校的管理体制已经基本成熟。蔡元培倡导教育独立，认为官僚政客不应干涉教育，为此几次辞去北京大学校长职务。
蔡元培力图将北京大学办成以文、理两科为重点的综合性大学，将商科并入法科，把工科并入北洋大学。1919年，蔡元培撤销文、理、法科，学门不再隶属于科，并改学门为学系，设14个学系。蔡元培废除年级制，实施选科制，以发展学生个性，沟通文理。1917年，蔡元培在北京大学设立文、理、法三科研究所，培养研究生。这是中国高校最早的研究所。1918年，他创立《北京大学月报》，为中国最早的大学学报。蔡元培积极开展学术交流，邀请杜威、罗素、班乐卫、普朗克等名家到北大讲学。:61
蔡元培在北大推行旁听生制度，使北大的学术活动对社会开放，还创办北京大学平民学校。1920年2月，北京大学允许3名女生旁听，并在同年秋天正式开始招收女学生，开中国公立大学男女同校之先。蔡元培重视体育、首倡“美育”，设立音乐研究会（后来改名为音乐传习所）、画法研究会，聘请徐悲鸿、刘半农、陈石曾、萧友梅任教。他还支持学生社团活动，鼓励学术争鸣:37。1918年1月，蔡元培为整饬校风，设立了进德会。

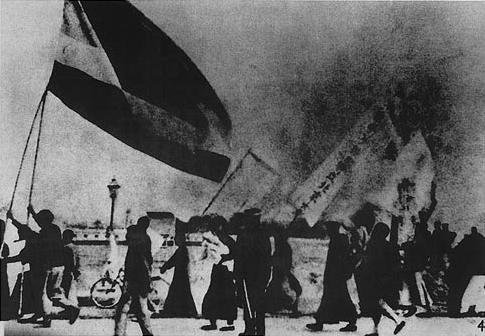
五四运动中，国立北京大学的游行队伍

1917年，陈独秀被聘为北京大学教授、文科学长，将他创办的《新青年》迁至北京。胡适、钱玄同、刘半农、李大钊、沈尹默、高一涵等北大文科教授参与《新青年》编辑，倡导民主与科学。胡适发表《文学改良刍议》，陈独秀作《文学革命论》，鲁迅写出《狂人日记》《孔乙己》《药》；陈独秀与李大钊创办《每周评论》，北大学生创办《新潮》《国民》等刊物，宣传新思想、新文化，使北京大学成为新文化运动的中心。:381919年，北洋政府密令中国外交代表团在巴黎和约上签字，将德国在山东的特权转交日本。消息传至北京，5月3日北京大学学生邀请北京12所大专学校代表在北大三院礼堂开会，大会决议将原定5月7日的国耻纪念日游行提前到5月4日。5月4日，北京大专院校三千余名学生聚集天安门游行示威，“五四运动”爆发。北京大学学生傅斯年任游行队伍总指挥。集会宣读了北大学生许德珩起草的《北京学生界宣言》，游行中散发了北大学生罗家伦起草的《北京学界全体宣言》。游行学生火烧赵家楼，痛打章宗祥。随后，上海等城市出现工人罢工、商人罢市、学生罢课，北洋政府被迫罢免曹汝霖、陆宗舆、章宗祥的职务，并拒绝签署巴黎和约，学生运动取得胜利。五四运动后，北京大学教授李大钊率先在中国系统地接受、传播、实践马克思主义，北大成为中国研究与传播马克思主义的中心。1920年8月，陈独秀创建上海共产党小组。1920年10月，李大钊创立北京共产党小组。中共一大前，中国53名中共党员有21名是北大师生、校友。:38-40

### 蒋梦麟时代的北京大学（1927—1937年）
1927年至1929年，北京大学遭遇动荡。1927年8月，奉系军阀控制的北京政府宣布将北京大学与北京另外八所国立大学合并为京师大学校。1928年，北伐军占领北京，国民政府将京师大学校改名为国立中华大学。后来政府又仿效法国制度，推行大学区制，改国立中华大学为国立北平大学。北大师生反对合并，坚持复校斗争。1929年初，教育部决定妥协，将北京大学改名为国立北平大学北大学院，同年3月11日北京大学在停课9个月后得以复课开学。同年6月，教育部宣布终止大学区制改革，8月6日北京大学恢复原有校名。:88
1930年12月，蒋梦麟成为北京大学校长。此前，他曾三次代理北京大学校长一职。蒋梦麟改革北京大学管理制度，提出十六字方针“教授治学，学生求学，职员治事，校长治校”，改评议会为校务委员会:88。1932年6月，北京大学实行学院制，设文、理、法三个学院，胡适、刘树杞、周炳琳分别出任院长。蒋梦麟整顿教师队伍，推行教授专任制，理学院聘请了江泽涵、程毓淮、奥斯古德、饶毓泰、吴大猷、朱物华、周同庆、曾昭抡、钱思亮、张景钺、李四光、谢家荣、孙云铸、斯行健、葛利普等知名学者，北大理科得以快速发展。蒋梦麟仿照美国制度，规范北大办学，推行学分制，设立研究院，规范研究生入学考试、论文答辩。北大还邀请朗之万、玻尔等教授来校讲学。这一阶段，李四光、丁文江、葛利普、饶毓泰、曾昭抡、孙承谔等人取得了重要的研究成果:89。蒋梦麟多方筹款，帮助学校购买图书仪器、建造设施、设立讲座教授。此期间，北京大学新建了图书馆、地质馆、宿舍灰楼等建筑。1935年时，北京大学有实验室40多个，实验仪器6716件，标本15788种，药品及实习用具3100多件，设备居中国高校前列。
1931年九一八事变后，北大师生积极参加九一八學潮等等抗日救亡运动。同年12月，230余学生组成北大南下示威团，要求政府收复东北、与日本断交，在珍珠橋事件前校長蔡元培被學生毆打。1935年12月9日，北大、燕大、清华等校师生前往新华门示威，反对“华北自治”。12月16日，北大学生与20余所学校学生在北平天桥举行市民大会，发表《告民众书》，会后进行总示威。后来，平津学联设立南下扩大宣传团，北京大学负责第一团，赴河北多地宣传抗日救亡。:90

### 抗战中的国立西南联合大学（1938—1946年）

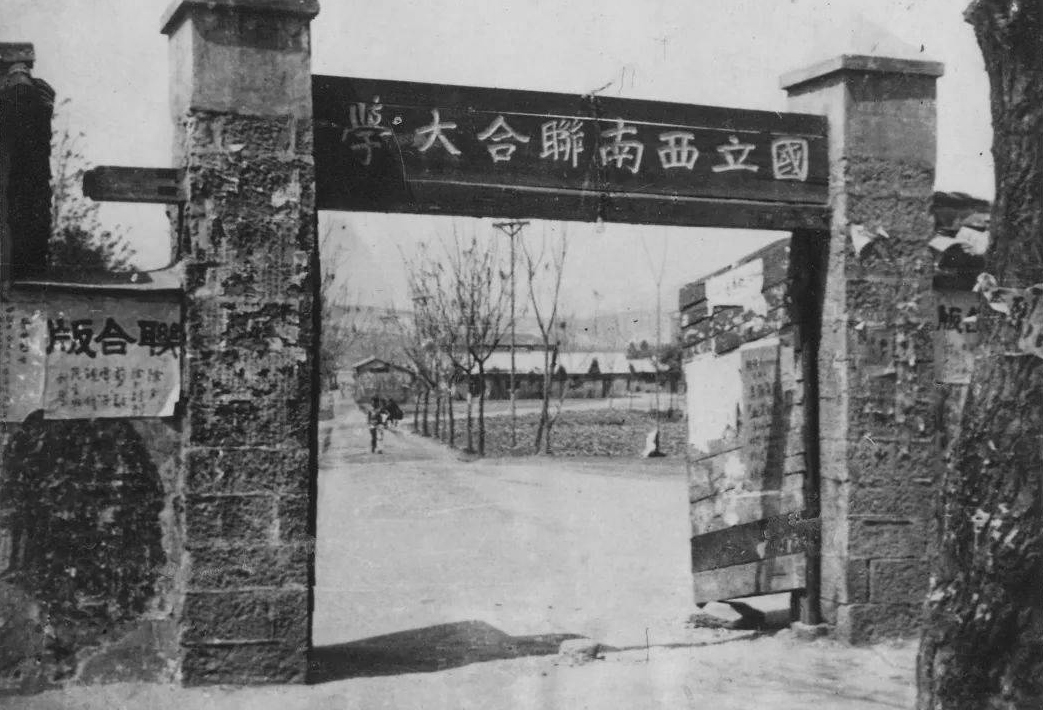
国立西南联合大学校门

1937年7月30日，中華民國在平津作戰失守北平。遵国民政府教育部令，国立北京大学、国立清华大学与私立南开大学迁至长沙，组成国立长沙临时大学，11月1日起上课，设17个系，有147名教师，至11月20日有三校1120名学生报到。长沙临时大学组建仓促，缺乏经费、图书、设备，办学条件非常困难。1938年1月再迁云南昆明，1938年4月2日定名为国立西南联合大学。
戰時留守北平看管校產的是孟森、马裕藻、冯祖荀、周作人四名“留平教授”，学校每月发给每人50元维持费。除了周作人，另外三名教授都是因为疾病、年老而不能南下昆明，并在1945年戰爭結束前逝世。1938年春，北支那方面軍憲兵隊司令部欲征用丟空的北大理學院，周作人与冯祖荀為了保護實驗儀器，請中華民國臨時政府教育总长汤尔和阻止。汤尔和認為阻止憲兵霸佔丟空校舍的最佳辦法莫過於在原址復辦淪陷區北京大学（1938-1945），招收無法南遷的貧寒學生，在1938年5月至9月间先后设立农、医、工、理学院，1939年1月14日补办开学典礼。

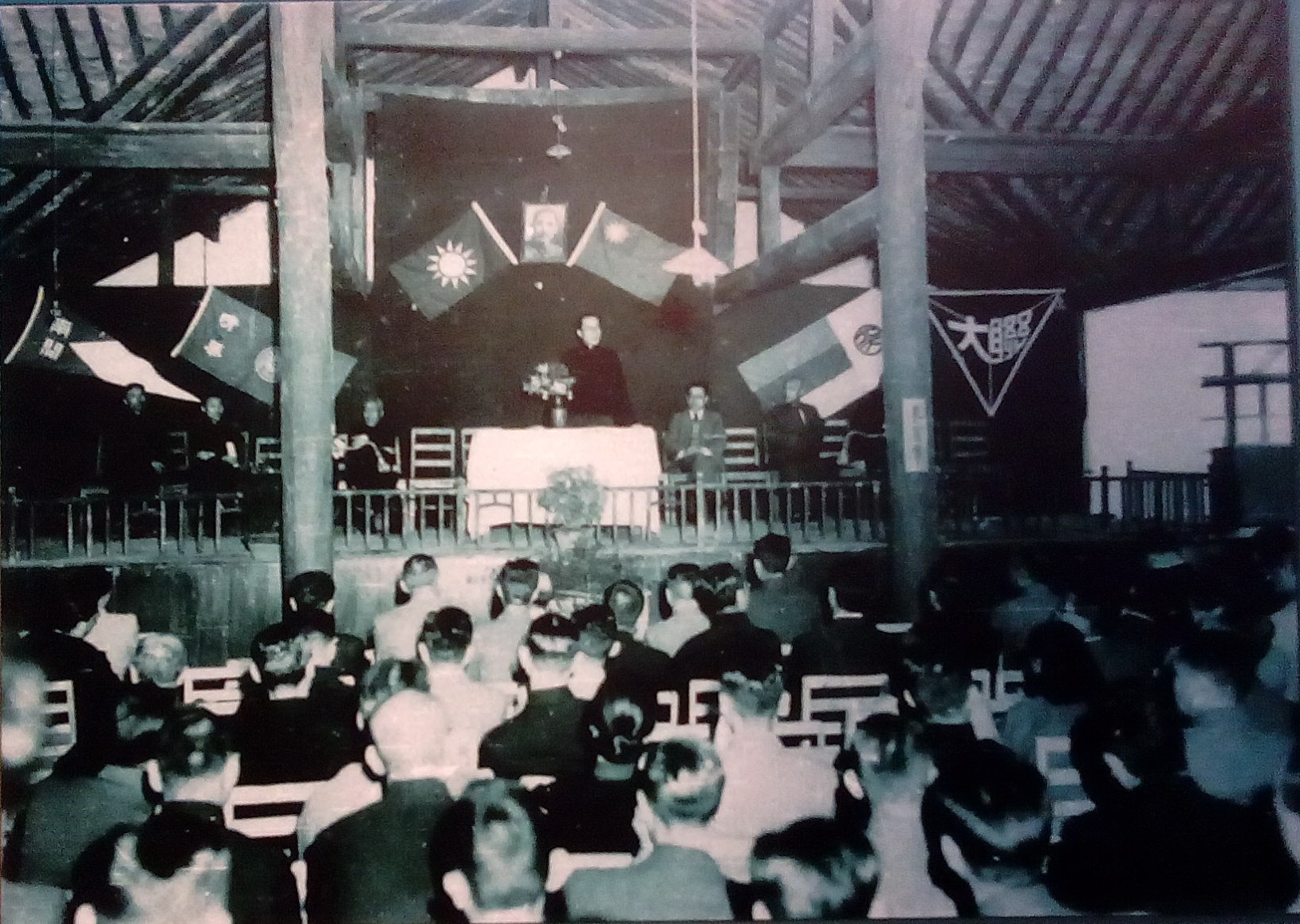
1946年5月4日，西南联合大学举办结业典礼，联大正式宣告结束

西南联大的本科学生中，原属北大、清华、南开三校的学生毕业时分别发给三校的文凭，联大成立后入学的学生毕业时则发给联大文凭。1939年5月，三所学校的研究院分别在昆明恢复，学生的学籍分属三所学校，但课程统一开设:140。北京大学研究院设文科、理科、法科三个研究所，下设十二个学部。西南联合大学办学条件仍然艰苦，校舍紧缺、缺少仪器、资金不足。部分师生不得不兼职以维持生计。尽管条件艰苦，西南联大办学九年间本专科、研究生毕业3,882人，在校生共8,000人左右，培养了很多人才，其中90人成为中国科学院、中国工程院院士（含外籍院士），6人获“两弹一星功勋奖章”（获奖章者共23人），3人获中华人民共和国国家最高科学技术奖，李政道、杨振宁获诺贝尔物理学奖。1945年8月，日本战败。由于交通条件困难、三校原有校舍有待修缮，西南联大继续办学一年。1946年5月4日，西南联合大学举办结业典礼，联大宣告结束。:118
抗战期间，西南联大学生中有1,100余人投笔从戎。战后的1945年11月25日，西南联大等校学生自治会在举办了反内战时事晚会，发动学生罢课反内战，遭到国民党军开枪威胁。12月1日，国民党军人和特务袭击西南联大，炸死4人，伤者50余人，史称一二一事件。:118-119

### 胡适时代的國立北京大學（1946—1949年）

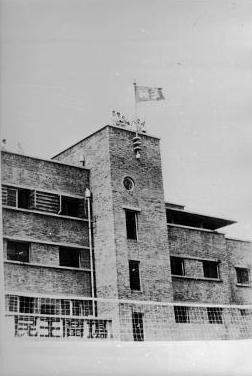
1947年6月1日，北大学生在民主广场北端灰楼顶上升起民主旗（绿底白字，上有“民主”二字）

1945年9月宋子文內閣教育部長朱家驊下令淪陷區北京大学解散，並任命胡適为北京大学新校长。胡適到任之前由傅斯年代理。傅斯年表明为保持北京大学的纯洁，不录用淪陷區北京大学的教职员，但“青年何辜，现在二十岁的大学生，抗战爆发时还不过是十二岁的孩子，我是主张善为待之，予以就学便利。” 淪陷區北大学生进入北平临时大学补习班，补习及格后可转入北大等校。
这一阶段，北京大学的校舍得到扩张，还延聘王竹泉、钱思亮、杨钟健、袁翰青、季羡林、马坚、庄圻泰等知名学者任教。1946年10月10日，北京大学在第四院大礼堂举办复员北平开学典礼。复员后，北京大学新设医、工、农三个学院，总共有6个学院、33个学系、2个专修科。后来，学校又设立文科、理科、法科、医学研究所，招收研究生。据1946年12月的统计，北大有注册学生3,420人。复员后，北大文、理、法学院得到加强，医、农学院处于中国顶尖水平。胡适还拟设立原子能研究中心，但是因局势动荡未能实现。:168-1691947年8月1日，北京大學正式接收北洋大學北平部:8392。1948年，中央研究院选举首批院士，北大十名教授当选，列中国大学之首。
1946年12月24日晚，北大先修班女生沈崇在东单疑似被两名美国驻军士兵强奸。此事引发了“抗议驻华美军暴行运动”，12月30日北大、清华等校学生在北平举行示威游行，中国多地的学生予以响应，据统计各地参加游行的学生计50万人。国共内战中，国统区通货膨胀严重，1947年5月北京大学学生首先喊出“反饥饿反内战”口号，同月20日“华北学生北平区反饥饿反内战大游行”爆发，游行队伍返回北大后将红楼北侧的操场命名为“民主广场”:169-170。
1948年11月，北平被解放军包围。中華民國政府原本计划让北京大学南迁，但北大教授会决议不南迁。国民党拟定“抢救大陆学人计划”，派出飞机，希望一批重要学者离开北平南下。胡适、钱思亮、毛子水、姚从吾等人受邀南下，但大多数学者留在了北平。胡适离校后，郑天挺、汤用彤、周炳琳三人主持校务:170。

### 中華人民共和國成立至文革前的北京大學（1949—1966年）

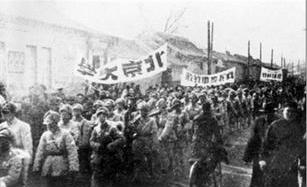
1949年2月3日，北大师生在东交民巷列队欢迎解放军入城

1949年初，解放军进占北平。2月28日，解放军北平军管会下发命令接管北京大学，当天下午欢迎接管大会在北大民主广场举行。1951年2月，中共北大党委成立。1956年6月，北大的领导体制改为“党委领导下的分工负责制”。1962年，领导体制再改为“党委领导下的以校长为首的校务委员会负责制”。国民党时代的一些课程停开，添设“新民主主义论”“辩证唯物论和历史唯物论”等新课。至1950年3月，停开的课程共77门，新设课程100门，学校的培养目标、教学工作进行了全面的改造。:198-199
中华人民共和国建国之初，仿效苏联对高等院校进行院系调整。1949年，北京大学农学院参与合并组建北京农业大学（今中国农业大学）。1950年，北大医学院独立为北京医学院（后来改名北京医科大学，2000年与北京大学合并）。1950年，北京中法大学撤销，其文学院文史系、法国文学系师生全部并入北大，理学院数理系、化学系部分并入北大。1952年，北大工学院建制撤销，机、电、土、建四系并入清华大学，化工系合并到天津大学；北大教育学系并入北京师范大学；东方语言学系各少数民族语文专业并入中央民族学院，经济学系一部分并入中央财经学院。清华大学、燕京大学文、理院系并入北京大学；北大法学院法律学系、政治学系参与合并组建北京政法学院（今中国政法大学）。北大由校、院、系三级体制改为校、系二级体制，设12个系。燕京大学撤销，北京大学将校址迁入北京西郊燕京大学校址。院系调整后，北京大学从一所拥有文、理、法、医、工、农的大学变成一所以自然科学、人文社会科学基础教学和研究为主的综合性大学。院系调整后，原来北大、清华、燕大三校的自然科学、人文学科学者云集北大，奠定了北京大学文理两科在中国长期领先的地位。1955年中国科学院首批223名学部委员中，北大在任教师有28人，居中国高校之首。院系调整后，北大在1954年重建法律系，1956年重建图书馆学系，1960年重建政治学系。1958年，北大创建中国首个原子能学系。此外，北大在中国最早培养半导体专业人才，并在中国计算机研究起步阶段就办了计算机学习班。据1966年的统计，北大时有在校生近九千人。这期间北大培养的毕业生有百余人后来成为中国科学院、工程院院士。这段时间，北大也取得了一系列科研成果，如人工合成结晶牛胰岛素等。:198-201
由于政治活动频繁，人文社科研究受到干扰。校长马寅初的《新人口论》被视为此阶段北大最突出的人文社科研究成果，但文章发表后就遭到了批判。1957年反右运动中，北大七百余名师生被错划为右派。1961年，中共提出“调整、巩固、充实、提高”方针，开始纠正各种失误，同年整顿高校工作，提高了北京大学的教学质量。1964年，中共中央宣传部将北大作为开展社会主义教育运动的试点，向北大派出工作队。运动中，不少北大党员受到政治批判。1965年3月，邓小平主持中共中央书记处会议，纠正了工作队的错误做法。:200-201

### 文化大革命中的北京大學（1966—1976年）

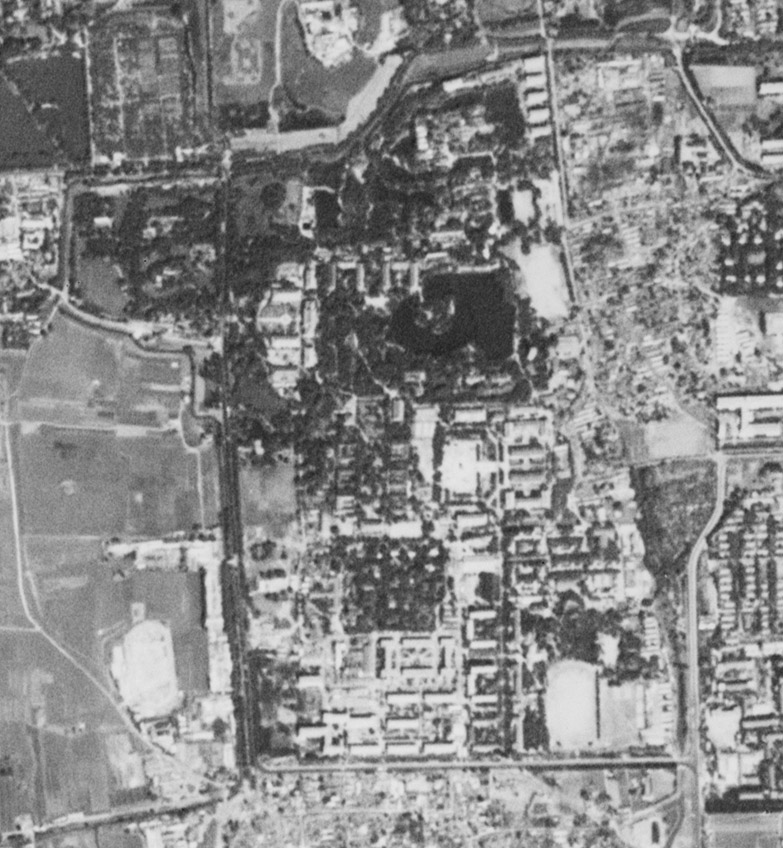
1967年9月20日北京大学卫星照片

1966年5月16日，中共中央下发“五一六通知”，文化大革命拉开帷幕。1966年5月25日，北大哲學系黨總支書記聂元梓等七人贴出大字報《宋碩、陸平、彭珮雲在文化革命中究竟幹些什麼？》，攻击北京市委大学部副部长宋硕、北大校长兼党委书记陆平、北大党委副书记彭珮云，指责三人“破坏文化大革命”，走“反对党中央、反对毛泽东思想的修正主义路线”。聂元梓的大字报被毛泽东稱為「全國第一張馬列主義的大字報」，從此大字報風潮興起
，6月1日中央人民广播电台全文播发了大字报。6月，改组后的北京市委宣布撤销陆平、彭珮云的职务，设工作组代行北大党委职权。7月，北京市委撤销北大工作组，江青点名要求聂元梓筹建北京大学文化革命委员会（简称“校文革”）。9月，校文革正式成立，聂元梓执掌大权。聶元梓被稱為北京造反派的五大領袖之一。校文革成立之后，北大还成立了不少造反派组织，如“红联军”“井冈山”等，后来形成了保聂、反聂的两个派别，两派的对立越发严重，最终酿成大规模武斗，校内秩序混乱，校产受到毁坏。1968年9月18日，首都工人解放军毛泽东思想宣传队（“工军宣队”）派492人进驻北大，中止了武斗。:2661973年10月，在迟群、谢静宜的筹划下，“北京大学、清华大学大批判组”成立，批判组有“梁效”“柏青”“高路”等共十几个笔名，发表181篇文章，帮助江青等人进行“批林批孔”“批邓反击右倾翻案风”的宣传。:274
文化大革命期间，北大被称为“反党反社会主义的顽固堡垒”。北京大学的很多干部、教师被打成“黑帮分子”“走资派”“反动学术权威”，遭受残酷迫害。据统计，文化大革命期间北京大学有冤假错案1,000多宗，400余户被抄家，知名学者饶毓泰、翦伯赞、俞大絪在内的60余人非正常死亡。1968年5月16日，校文革设立“监改大院”（也称“黑帮大院”，俗称“牛棚”），关押干部、教师218人，对其进行迫害。:266-2671969年，七千余名北大师生被下放鲤鱼洲农场进行劳动改造。鲤鱼洲位于江西南昌，是血吸虫疫区。:274
文化大革命开始后，北京大学连续四年停止招生。1970年，文革之前的在校生已经全数毕业。同年中共中央发文，废除高等学校招生考试制度，通过“群众推荐、领导批准、学校复审”，主要从工人、农民、解放军中招收“工农兵学员”。1970年至1976年，北京大学共招入7届工农兵学员，总人数超过12,700人。招收的工农兵学员入学时的文化水平相差极大，教学困难重重。:267
文革之初，北京大学的各项研究大多中断。1970年后，一些应用性的研究得到恢复。1972年7月14日，周恩来曾指示周培源恢复北京大学理科的基础研究。但是，张春桥、姚文元等随即指使上海《文汇报》发文攻击，基础研究恢复工作受到干扰。这期间北京大学取得的几项研究成果（如猪胰岛素晶体结构测定等）后来获得了1978年全国科学大会奖。1975年，北京大学图书馆新馆建成启用，是中国当时面积最大、设备最好、藏书最丰富的高校图书馆。:268

### 1976年后的北京大學

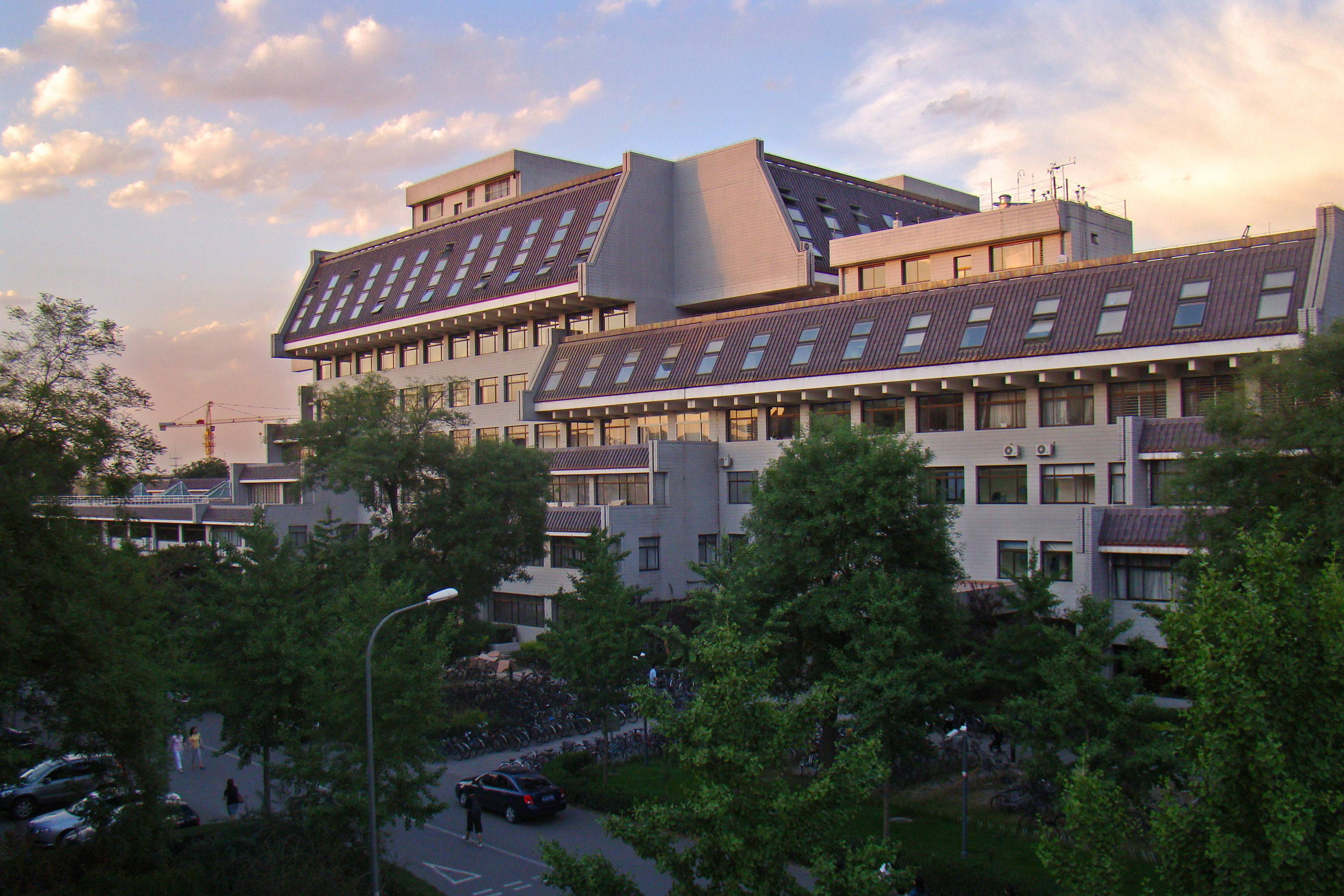
北京大学理科楼群

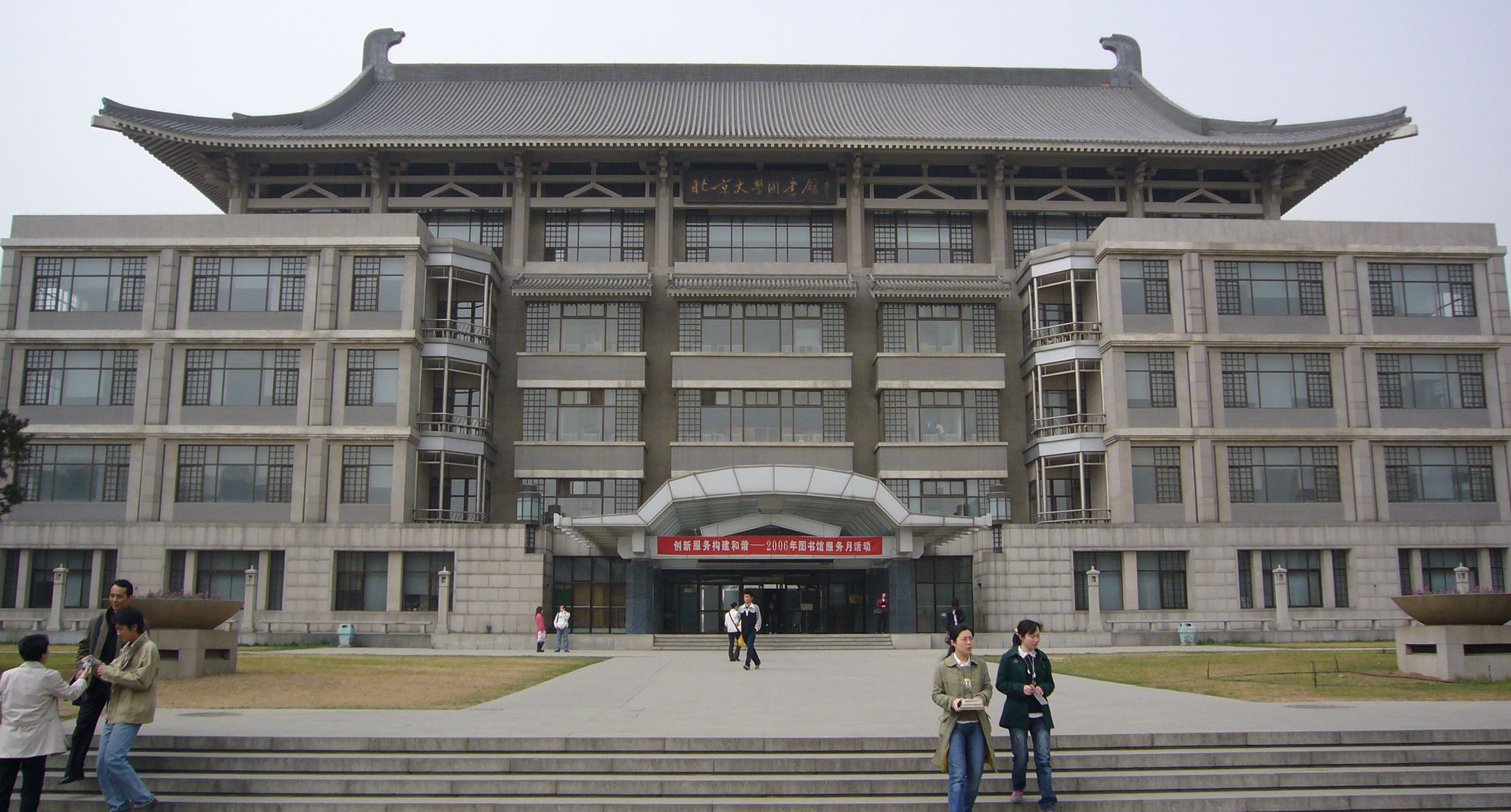
北京大学图书馆新馆

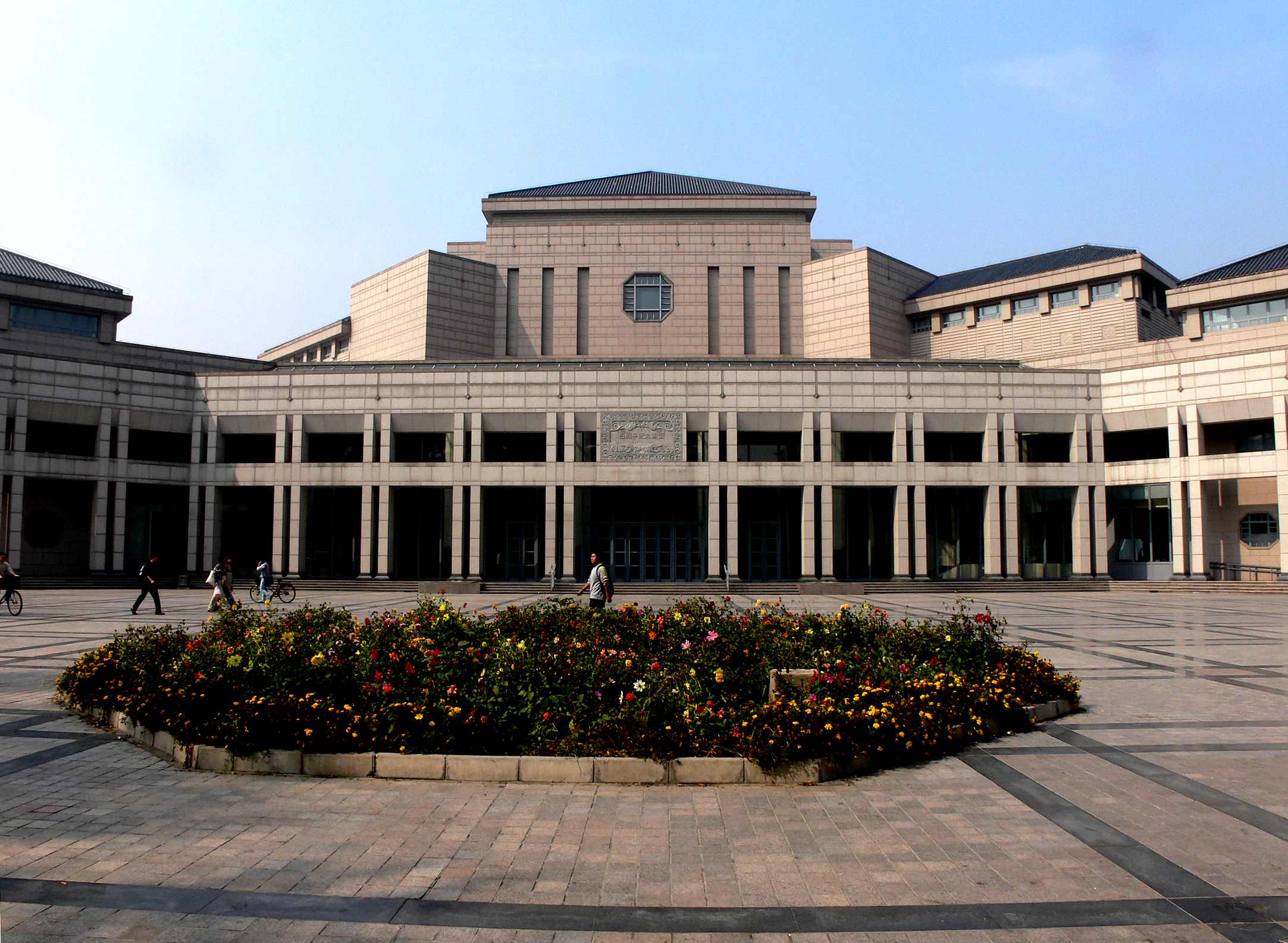
北京大学百周年纪念讲堂

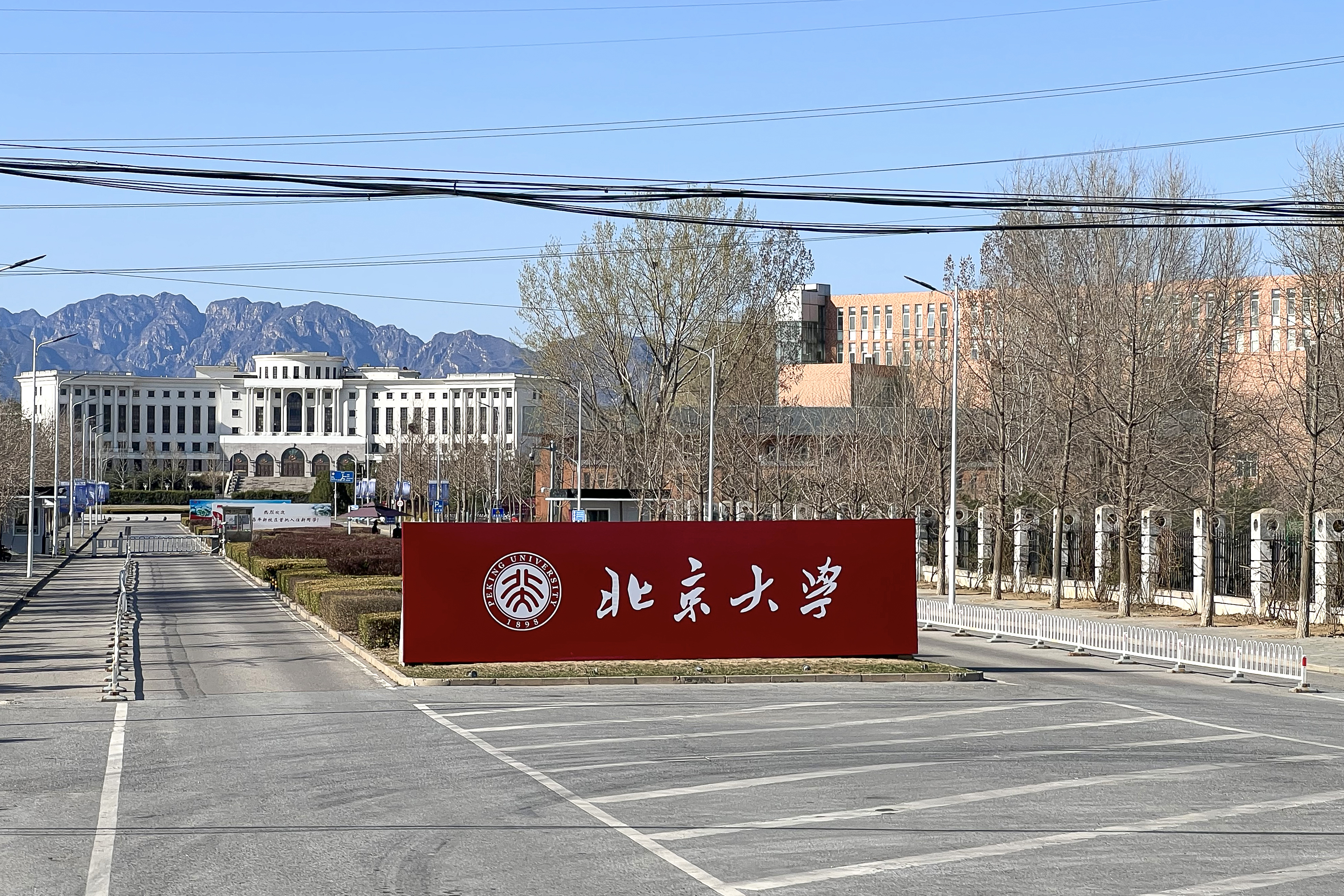
北京大学昌平新校区，原为吉利学院校址

1976年，“文化大革命”宣告结束。1957年“反右”、1966年“文革”期间的错案得到平反。因《新人口论》被批判的马寅初也得以平反，成为首位北京大学荣誉校长。1978年春，恢复高考后录取的首批学生入读北京大学。北京大学重建“党委领导下的校长负责制”管理制度，并恢复重建校系学术委员会、学位评定委员会等机构。北大恢复了社会学、心理学、政治学等学科。北大逐步实行了校、院、系三级管理体制改革，设立了经济学院等多个学院。设立方正集团、青鸟集团等公司，促进科技成果转化。:282-284
1981年3月20日，北京大学学生庆祝中国男排胜利，喊出口号“团结起来，振兴中华”，口号传向中国全国。1984年10月1日中华人民共和国35周年国庆时，北大游行队伍在天安门前打出横幅“小平你好”。:297-2991989年4月，胡耀邦逝世，北京大学學生與北京其他高校學生自发悼念胡耀邦。悼念活动后来发展成为游行請願活動。4月26日，中国共产党官方媒体《人民日报》发表“四·二六社论”，將該次運動定性為“動亂”，认为这次运动根本上是否定中国共产党、否定社会主义制度。5月13日，广场上的学生發起絕食活動，直到6月3日夜晚人民解放軍進行清場，即“六四事件”。1989年秋，根据中共中央、国务院、中央军委的决定，北京大学开始对新生实行一年制军政训练，此制一直延续至1992年:112,125。
1986年起，北京大学多次提出“创建世界一流大学”的目标。1996年10月、1998年5月，中国政府先后启动“211工程”“985工程”，资助北京大学创建世界一流大学。:2851999年1月，中共北大第十次党代会宣布全面启动北大创建世界一流大学计划，目标用15年或更长时间让北京大学成为国际公认的世界一流大学。:3012012年中共北大第十二次党代会通过报告，计划大体在北大建校120年前后，基本建成世界一流大学；此后再用15年或更多时间，将北大建成更高水准的世界一流大学；在2048年前后，力争让北京大学走在世界一流大学前列。2000年4月3日，北京大学与北京医科大学合并组建新的北京大学，原北京医科大学成为北京大学医学部。后来，北京大学又成立了工学院、艺术学院等学院。为发展交叉学科，北京大学成立了信息科学中心、计算机语言学研究所等单位。北京大学成为兼具自然科学、人文学科、社会科学、医学以及新型工科的综合性大学。为创建世界一流大学，北京大学推进教学改革。2001年，北大启动“元培计划”:364，首先在元培实验班中试行学分制、导师制、弹性学制，实验班学生入学只分文理科而不分专业。后来，北大将本科生自由选课学分制推向全校，建设了有三百多门课程的通选课体系，对低年级本科生实施通识教育，对高年级本科生实施宽口径的专业教育。除少数专业外，新生入学时按院系和学科大类招生。北大还投资新建、扩建了一些基础设施，如建设了理科楼群、图书馆新馆、北京大学体育馆、人文学苑等。:395-400创建世界一流大学的一些措施也引发了争议。2003年的人事制度改革，由于教师反对，校方被迫两次改变改革方案。北大为留学生新建的中关新园住宿环境如同宾馆标间，还附有游泳馆、保龄球馆、KTV，中国学生居住的宿舍条件简陋，被指“厚此薄彼”。2014年新设的燕京学堂在培养宗旨、办学目的、教育公平等方面引起争论。
2018年7月，广东省深圳市发生佳士工人维权事件，北京大学学生岳昕等人表示声援。10月，曾担任北京市国家安全局党委书记的邱水平被调任北京大学党委书记。11月9日，不明身份人员进入北京大学校区将参与工人运动的18届学生张圣业绑架，并殴打现场拍摄的学生。北大校方称被抓捕人“没有涉及在北大的师生”。

## 校园

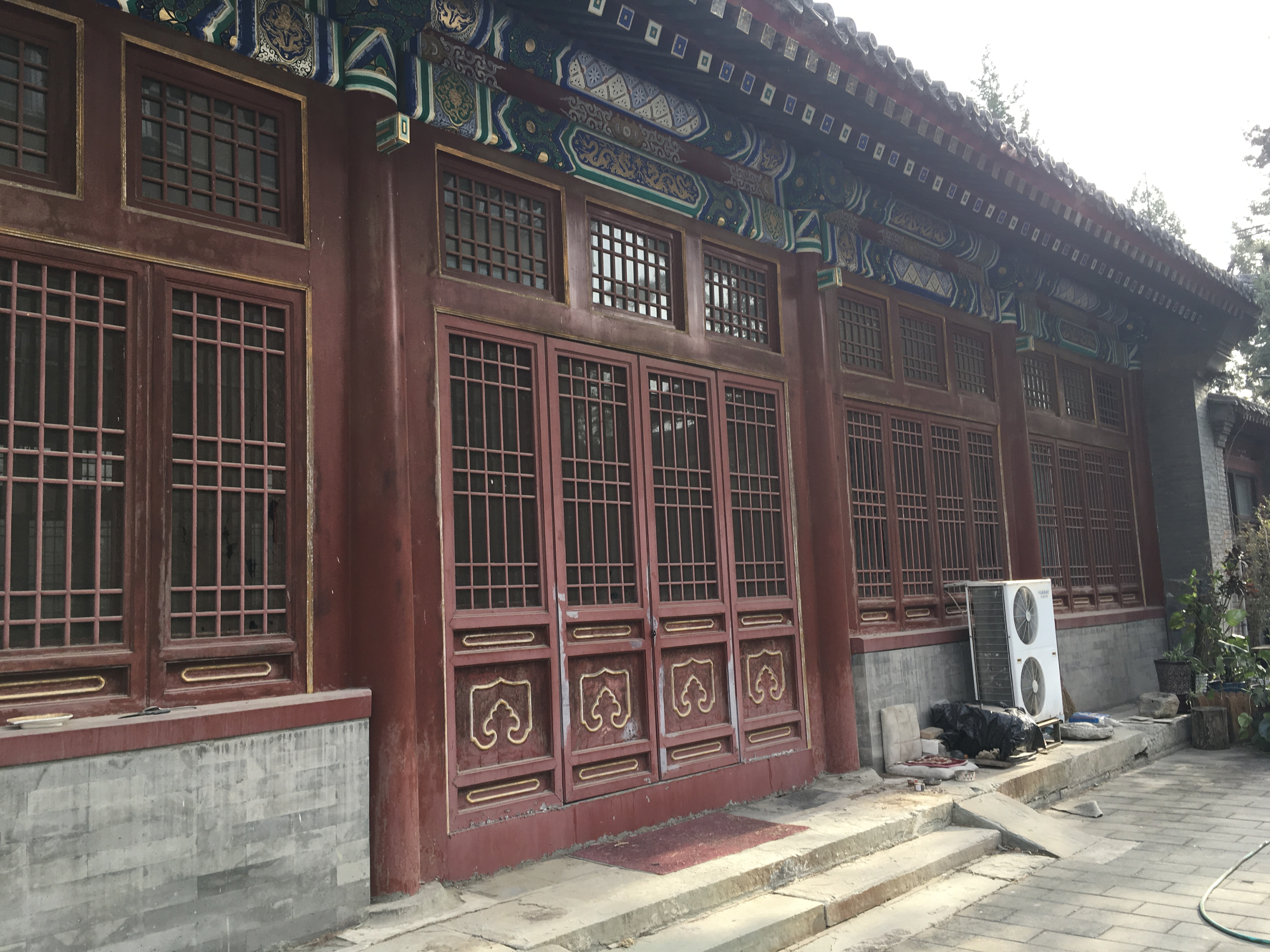
和嘉公主府大殿

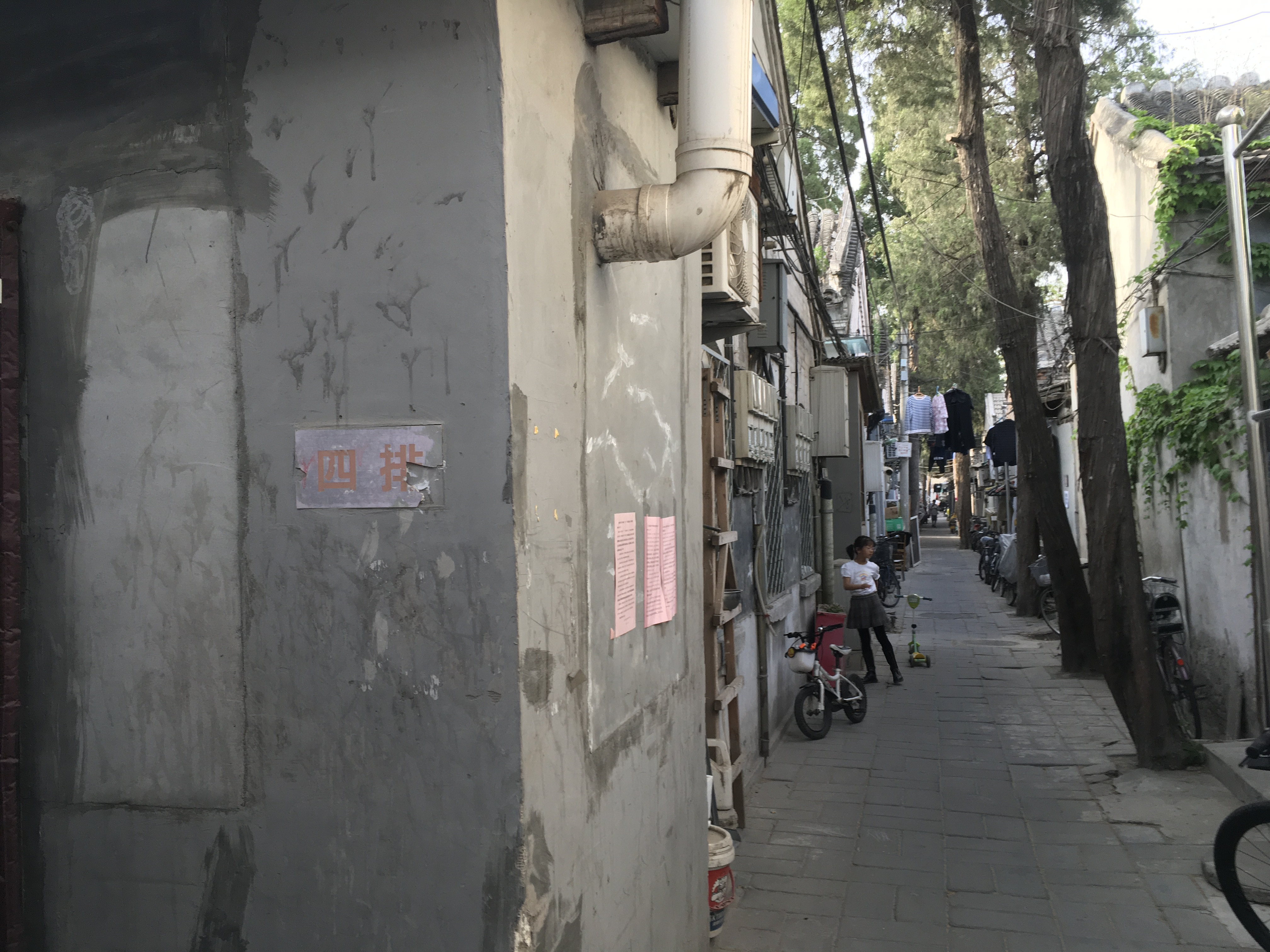
北大西齋第四排

### 京师大学堂时代
1898年京师大学堂成立时，校址设在闲置的和嘉公主府（“四公主府”）。公主府位于景山东门东侧（今北京市東城區沙滩后街55号），明代时曾是马神庙。1900年，义和团破坏了校舍，随后八国联军进北京，俄军和德军先后占领校址，学校的藏书、设施尽毁。1902年，大学堂恢复，重建了马神庙的校舍，并扩展了校区。1903年，管学大臣张百熙在北京城西瓦窑村、郭家庄附近购入土地1,300亩，计划8月开工建新校舍，预计建筑费需一百多万两白银。慈禧太后认为花费过多，此事遂罢。由于公主府空间有限，新设的学科只好另寻校址。1903年成立的译学馆址设北河沿，医学实业馆租用地安门内太平街的民房（1904年改名为医学馆，迁入和平门外兴胜寺，1907年停办），进士馆设西城李阁老胡同。1905年，内务府拨德胜门外旧操场共1,600亩左右的土地（今北京安德里北街21号）供大学堂建设分科大学。1909年，分科大学建设开工，但不久因辛亥革命停工，大学堂分科大学一直没能使用这处校舍。1904年，大学堂在马神庙校区西侧修平房十四排，作为学生宿舍，即“西斋”；1905年，将汉花园的空地建为运动场；1909年，在运动场西南角新建一处学生宿舍，即“东斋”。

### 国立北京大学时代
1913年6月，译学馆停开，原址改由法科使用。农、工、商三科分出后，国立北京大学只剩文、理、法三科，文理两科均在公主府校区。1918年北大红楼建成后，文法两科搬入红楼，马神庙校区主要由理科使用。文、理、法三科撤销之后，沙滩红楼校区成为北大第一院、校本部所在，马神庙校区成为北大第二院，法科曾使用的北河沿校址成为第三院。20世纪30年代，北京大学校园以沙滩红楼为中心，形成了“三院五斋”格局。
红楼位于北大第一院，是老北大的象征。红楼地上四层，地下一层，因用红砖砌成而得名“红楼”。北大原本打算将红楼用作学生宿舍，建成后又将其改为教室。红楼一层为图书馆，毛泽东曾在此工作。红楼北侧的空地原属松公府，北大租得地皮建设操场，五四运动时的游行队伍即从此出发。蒋梦麟任校长时期买下松公府所有土地，在松公府西部建设图书馆新馆。松公府祠堂址上新建北大地质馆，松公府东院北部新建宿舍楼（俗名“灰楼”），两处建筑均由梁思成设计，体现其现代主义建筑观点。灰楼西侧还有孑民纪念堂。第二院的主要建筑有荷花池、大讲堂、藏书楼、南楼、北楼、宴会厅、西斋、五斋女生宿舍。第三院较为开阔，多树木，院内有数座西式两层楼房，包括钟楼、工字楼、一字楼。院内还有大操场、篮球场、排球场、网球场。第三院的礼堂是当时北大最大的，五四运动时学生在此集会。
日本战败后，西南联合大学结束，北京大学返平。北大新增医、农、工三个学院，校舍也得以扩充，此时北大校舍分散于北平城内和郊外，共计四十余处。旧国会大厦成为北大四院，归文法学院一年级新生、先修班使用。四院旁边新设的北大五院为教职员宿舍、北大出版部用房。工学院址设端王府夹道，农学院位于城外的罗道庄，医学院在西什库。:168,176-177

### 1952年院系调整之后
1952年院系调整之后，燕京大學撤销，北京大学搬入燕京大學校园，北大原有校舍交由政府機關使用。燕京大學校园即“燕园”，建于清代园林淑春园遗址上，由美国建筑师亨利·墨菲设计。燕园设计融合了中国传统建筑布局、中国古典园林意境、西方现代规划理念。燕园分南部的教学区和北部的环湖风景区。墨菲的设计按照一条东西向的主轴线布局。主轴线连接西门、贝公楼、博雅塔，西端指向玉泉山塔。另有一条南北向的轴线，沿线布置燕京大学男女生宿舍。燕园的主要景观包括：未名湖、博雅塔、校友门（西门）、贝公楼（办公楼）、花神庙、德才均备四斋（燕大男生宿舍）、静园（燕大女生宿舍）、华氏体育馆、鲍氏体育馆、临湖轩、燕南园等。
北京大学迁入燕园后，对燕园进行了改建、扩建。1952年北大购入承泽园、镜春园、朗润园。50年代新建了第一教学楼、文史楼、地空楼、化学楼、生物楼、哲学楼、物理大楼等。文化大革命期间，新建图书馆楼，并在西门广场、图书馆东门各塑了一座毛泽东像。文革之后，新建理科楼群、图书馆新馆、百周年纪念讲堂、廖凯原楼、凯原楼、经济学院大楼、光华新楼、博雅国际会议中心、校医院新址、北大科技园、邱德拔体育馆，改造了一些教学楼、食堂和宿舍，新建畅春新园、畅春园、蔚秀园等研究生宿舍。1993年3月，北大拆掉了南校墙，改建商业街，通过商业开发筹集经费，引起热议。2001年4月北大重建南校墙。
除燕园主校区外，现今北京大学还有医学部校区、昌平校区、深圳研究生院、大兴校区、圆明园校区，共计六个校区。医学部校区原为北京医科大学的校园。北医大原本是北京大学医学院，1950年独立为北京医学院，后来迁往北京市海淀区学院路，成为“八大学院”之一。八大学院的校园设计雷同，均为矩形形状、正交网格。昌平校区因工程代号为“60-200#”，也称“昌平200号”，1960年完成规划设计，当年开工。昌平校区原计划容纳一万名学生、建筑面积35万平方米，但因经济困难中途停工。1994年因学校教室、宿舍紧张，校方决定让文科大一新生入住昌平园区。1999级的文科大一新生成为最后一批入住昌平园区的学生。北大计划将昌平园建成科研基地。深圳研究生院于2001年启用。大兴校区是北京大学软件与微电子学院的所在地。圆明园校区是北大自海淀区长期租借的，主要由北京大学继续教育学院使用。由于主校区宿舍不够用，2013年起部分研究生入住圆明园校区。
2019年，北大与即将整体搬迁至四川简阳市的北京吉利学院签署协议，在北京吉利学院原址建设北京大学昌平新校区，吉利学院同年开始拆迁。2020年，北京大學取得北京吉利學院的校區。该校区于2021年9月6日正式启用。

## 学术

### 院系与师资
截至2021年，北京大学有理学部、信息与工程科学部、人文学部、社会科学学部、经济与管理学部、医学部共六个学部，直属院系共55个，本科专业133个。在校学生共有46,148人，其中本科学生共16,459人，硕士研究生16,769人，博士研究生12,920人；成人教育学生2,302人；网络本专科学生14,765人；长期外国留学生2,833人。截至2014年底，北京大学有6,711名专任教师（含医学部3,519名教师），校本部3,192名教师中含1,461名教授，1,179名副教授。据2012年底统计，北京大学共有63名中国科学院院士，8名中国工程院院士，17名第三世界科学院院士，20名哲学社会科学资深教授（文科资深教授），147名“长江学者奖励计划”特聘教授、讲座教授，52名“973项目”首席科学家；44人入选海外高层次人才引进计划（千人计划），43人入选青年千人计划，168人获国家杰出青年基金。

### 生源
据统计，北京大学与清华大学是中国高考中录取分数线最高的两所学校。除了通过统招录取学生，北京大学还通过保送、自主招生、中学校长实名推荐制招收本科新生。2014年北京大学在中国内地投放招生计划2,650个，其中200个投放在北京（占7.5%）。按教育部要求，北京大学自2012年起向贫困地区投放定向招生计划，2014年投放的定向招生计划达250个。
北京大学等高校招生向属地倾斜，一些评论认为此举违背教育公平。自2008年起，北京大学开始减少在京招生计划。但是，有评论称北京考生人数减幅大于招生计划减幅，北京生源的实际录取率仍然增加了；还有评论指出，北大等校虽减少了在京招生计划，但仍会在京扩招（如2012年北大在京第一批次扩招33%以上），有悖“减少属地招生”的承诺。

### 教学
1988年，北大提出“加强基础，淡化专业，因材施教，分流培养”十六字办学方针，遵循方针推行了教学改革。2001年，北京大学开始“元培计划”，进行本科教育改革实验。参加元培计划的学生实行学分制、导师制、弹性学制，入学只分文理科而不分专业。2002年起，北京大学在本科招生时实施大类招生模式。至2004年，除外国语、医学类专业之外，其它专业都实现了按学院或学科大类招生，学生入校完成1至2年的基础课学习后可在本院系内选择专业分流。中文系、化学学院等院系还推行了本科生导师制。自1989年起，北大开始试行辅修、双学位制度，至今大多数院系已开设有辅修或双学位课程，全校有30%的学生攻读辅修和双学位。北大还开展跨学科培养项目，如文、史、哲、考古、外语五院系开展的古典语文学班、元培学院开设的古生物学专业。北大在数学、物理学、化学、生物学、计算机科学、环境科学六领域实施了“基础学科拔尖学生培养试验计划”，由知名学者为学生开设课程和讨论课，导师与学生双向选择以开展个性化辅导，通过国际交流、学科竞赛、科研训练方式培养学生。北京大学自2012年秋季开始试行“小班课教学”，结合大班授课与小班研讨的方式培养学生。课程体系方面，北大缩减了本科生毕业学分要求，减少了本科生必修课比例，增大学生自由选课空间。1998年起设立主干基础课，2000年9月开设本科生素质教育通选课。另外，为加强学科交叉，还设立了学科大类平台课。北大设立了多项基金，资助本科生进行科研活动。北大还与早稻田大学、耶鲁大学等校开展了联合培养项目。此外，北大开设暑期学校、网络公开课，将课程资源与社会共享。
2003年至2010年间，北京大学90门课程获评国家级精品课程，87门课程被评为北京市精品课程。截至2013年，北京大学有17人获评国家级教学名师，62人成为北京市教学名师。

### 研究
北京大学有国家重点实验室11个，省部级重点实验室86个，国家工程研究中心2个，教育部人文社科重点研究基地13个，人文社会科学国家重点学科28个，各类人文社会科学研究机构260余个，附属医院9所。据中国教育部科学技术司《2013年高等学校科技统计资料汇编》，2012年北京大学共获科技经费25.3亿元人民币，其中有21.9亿元为政府资金。
北京大学科研成果丰硕。据统计，1998年至2014年北京大学在人文社科领域获得国家社会科学基金项目优秀成果奖、高等学校科学研究优秀成果奖（人文社会科学）、北京市哲学社会科学优秀成果奖各奖等数目在参评单位中名列第一。其中，国家社会科学基金项目优秀成果奖评选中2项获特别荣誉奖、2项获一等奖，27项获高等学校科学研究优秀成果奖（人文社会科学）一等奖，7项获北京市哲学社会科学优秀成果奖特等奖，27项获北京市哲学社会科学优秀成果奖一等奖。科学技术方面，王选教授和徐光宪教授分获2001年、2008年国家最高科学技术奖。北京大学获国家科学技术奖、高等学校科学研究优秀成果奖（科学技术）项目总数多年位居前列，2004年至2013年间获得教育部科技奖一等奖次数位居中国高校第一。

### 排名聲譽
2025年QS世界大学排名中，北京大学位列世界第14名（亚洲第2名，中国第1名）。2019年泰晤士高等教育世界大學排名中，北京大学排在世界第31位，在上榜的中国高校中排名第二。中华人民共和国教育部学位与研究生教育发展中心2012年学科评估中，北京大学48个学科参评，16个学科排名第一，35个学科排名前三，38个学科排名前五，三项指标均列中国高校第一。评估中排名第一的16个学科是数学、物理、化学、地球物理、力学、中国语言文学、外国语言文学、中国史、世界史、考古学、哲学、政治学、艺术学理论、基础医学、药学、护理学。2016年基本科学指标数据库（ESI）排名中北京大学6个学科进入全球千分之一，21个学科进入前百分之一，两项数据在中国大陆高校中排名第一。2016年QS世界大学学科排行榜中，北京大学有26个学科进入全球前50名，语言学和现代语言学进入全球前十名，语言学排名第八，现代语言学并列第十。

## 学校标志

### 校徽

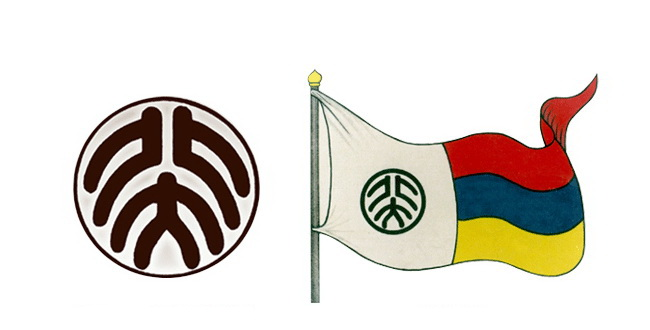
老北大的校徽与校旗

2007年发布的北大校徽，规定颜色为“北大红”，增加了英文名和建校年份

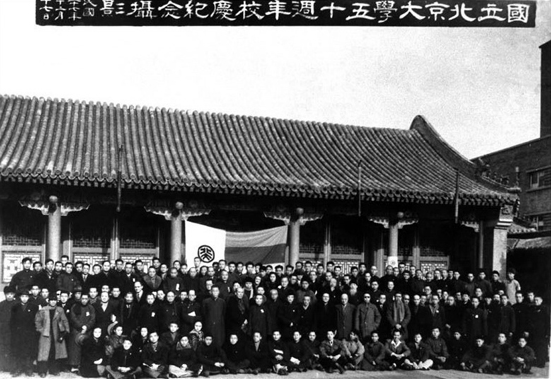
1948年12月17日，国立北京大学迎来50周年校庆

北京大学是中国最早设计校徽的大学。蔡元培任北京大学校长之前，北大没有校徽。1917年，蔡元培邀请鲁迅为北京大学设计校徽。1917年8月7日，鲁迅将设计好的校徽稿交给了蔡元培，随即得到采用。鲁迅设计的校徽为一中国传统瓦当形象，为上下排列的篆字“北大”。既寓意“以人为本”“进步向上”，又有“三人成众”之意，还可以看成是人的脊梁骨，借此勉励北大学生争做国家民主进步的脊梁。评论认为，鲁迅设计的校徽造型大气，明快简洁，结构紧凑、内涵丰富。刘半农曾戏称北大校徽是“哭脸校徽”。此校徽一直用到1949年。后来由于历史原因，此校徽被弃置不用。20世纪80年代北京大学重新启用这个校徽，并在外周加圈注明英文校名和创校时间，但是没有规定校徽的颜色和版式。2007年6月13日，北京大学发布了修改、统一后的校徽标志，并规定了标准色“北大红”。新标志中间采用阴文，代表“兼容并蓄、饱满深厚”；简洁的外圈寓意“广博开放、常为新的姿态”。

### 校旗
蔡元培任北京大学校长期间，为北京大学确定了五色的校旗。校旗的右边为红蓝黄三色横列，左边是纵列的白色，白色之中有一黑色圆圈，圆圈中是篆文的“北大”二字。红蓝黄代表科学，分别指“现象的科学”（物理、化学等）、“发生的科学”（历史学、生物进化学）、“系统的科学”（植物学、动物学、生理学）。白色是红蓝黄三色的总和，代表融贯科学的哲学。玄学不能用科学的概念证明，用黑色作为代表。蔡元培认为，研究科学的人最多，其次哲学，再次为玄学；人一生中研究科学的时间最多，其次哲学，再次为玄学。所以，校旗上红蓝黄三色所占面积最大，其次白色，再次为黑色。
蔡元培时代的北大校旗现已不再使用。北京大学标识管理办公室规定，现今北京大学的校旗为白底红字（或红底白字），其上是毛泽东题写的“北京大学”四字。

### 校训
北京大学并无官方校训。“勤奋、严谨、求实、创新”、“博学，审问，慎思，明辨”、“爱国、进步、民主、科学”、“思想自由、兼容并包”等都是网络流传的北京大学校训。

### 校歌
蔡元培任校长时，文科大學教授吴梅所作《正宫锦缠道·寄北雍诸生》确定为北京大学校歌。但是當前的北京大学新闻发言人表示，《正宫锦缠道·寄北雍诸生》从未被北京大学校方命名为校歌；北京大学校内广为传唱的《燕园情》也不是校歌。

### 校庆
北京大学现行的校庆纪念日是公历5月4日。此前，北京大学在公历12月17日纪念校庆日。据陈平原考证，1954年北京大学首次在5月4日庆祝校庆；1951年前，北京大学的校庆日是12月17日。更改校庆日期的原因，资料记载不多。《北京大学大事记》记载，1951年12月7日时任北京大学副校长汤用彤提议把校庆改在5月4日，因为12月17日邻近期末，师生都相当紧张，不适合举行大的活动。《大事记》记载，汤用彤的提议当时并未形成决议，但是1951年的校庆活动还是临时取消了，后来北大的校庆活动就逐渐改到了5月4日。陈平原认为，改校庆的实际原因并非是12月17日邻近期末，而是当时知识分子主张与老北大传统决裂，改变校庆日，纪念五四运动，以象征北京大学进入了新的时代。
12月17日并非戊戌年京师大学堂的成立日期，而是壬寅年（1902）京师大学堂开学的纪念日（清光绪二十八年十一月十八日，公历1902年12月17日）。陈平原考证戊戌年的京师大学堂于农历十一月十八日（公历1898年12月30日）开学，这个日期是北大真正的生日。沈弘认为，不应把京师大学堂的开学日期等同于成立日期，成立应在开学之前。他引述西方汉学家的记载，提及关于京师大学堂成立的两个关键日期，一个是1898年7月3日（光绪帝批准《奏拟京师大学堂章程》并任命孙家鼐为首任管学大臣），一个是1898年8月9日（清廷任命丁韪良出任西学总教习）；戊戌年的京师大学堂本部的开学日期应为公历1898年12月31日，分部（医学堂）先于本部开学。

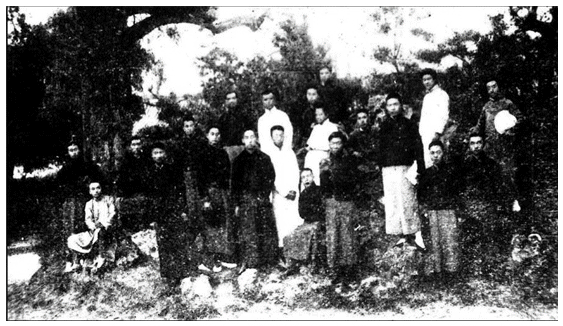
1920年夏，新潮社同人游园会纪念。左起：顾颉刚、康白情、载岳、李荣弟、陈达材、王星汉、唐鸣谦、高尚德、毛子水、潘元耿、陈兆畴、郭绍虞、汪敬熙、叶麟、罗家伦、宗锡钧、徐彦之、孙福熙、孟寿椿、朱自清、孙伏园

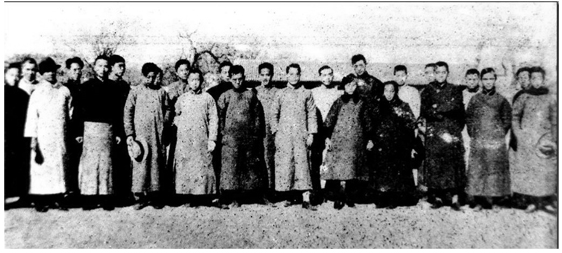
北京大学马克思学说研究会1921年合影。前排左二范鸿劼，左五何孟雄，左六黄日葵；后排左七邓中夏

## 学生活动
有学者将北京大学学生社团的历史追溯到京师大学堂时代1904年设立的抗俄铁血会。蔡元培任北京大学校长时，鼓励学生创立社团。当时有影响力的学生社团有傅斯年与罗家伦组建的新潮社、许德珩等人发起的国民社等。学校还出资支持社团办刊物。毛泽东在北京大学任图书管理员时，曾参加北京大学新闻学研究会、哲学研究会。据2009年北京大学招生网发布的北京大学学生社团名录，北京大学时有政治理论类社团8家、学生科创类社团81家、文化艺术类社团52家、体育健身类社团45家、公益志愿类社团19家、实践促进类社团10家、合作交流类社团27家、地域文化类社团16家。2010年的统计称，北大有社团260余家，参与社团活动的本科生每年逾3万人次，全校大约有75%的学生参加了社团。北大每学年初的社团招新活动号称“百团大战”。北京大学的品牌学生社团包括：中国高校首家志愿服务社团北京大学爱心社、曾登上卓奥友峰（海拔8201米）的北京大学山鹰社、最早开展大学生自行车运动的社团之一北京大学自行车协会、设立“阳光骨髓库”的北京大学阳光志愿者协会、拥有一支室内乐队的北京大学笛箫学会、共青团中央评出的“全国优秀青年学习组织”北京大学马克思主义发展研究会等。1997年起，北大团委开始举办一年一届的社团文化节，每次都有近百个社团参加展示、送上表演或与观众互动。
蔡元培任校长时，提倡美育，设立画法研究会、书法研究会、音乐传习所，邀请名家任教、指导。如今，北京大学拥有合唱团、舞蹈团、民乐团、交响乐团四个主要的学生艺术团。学生合唱团曾获2001年全国大学生艺术歌曲大赛一等奖、第十一届全国青年歌手电视大奖赛非职业组通俗唱法银奖、第一届全国大学生艺术展演声乐类比赛一等奖等奖项，民乐团曾获首届全国大学生艺术展演民乐类一等奖第一名，舞蹈团曾获得全国大学生艺术展演舞蹈一等奖等奖项。此外，北京大学还有一些文化艺术类社团、创作团队、学生个人从事文艺创作、表演活动。北大学生原创音乐剧《一流大学从澡堂抓起》获首届中国校园戏剧节优秀剧目奖，学生原创短片《变形记》获第九届全球华语大学生影视奖最佳实验片奖。北京大学主要的学生文化活动有新生文艺汇演、迎新文艺晚会、校园十佳歌手大赛、剧星风采大赛、“北大之锋”辩论赛、国际文化节等。此外，还有众多校外演出团体不时在百周年纪念讲堂演出。
北京大学体育场馆面积较小，运动场地总使用面积仅有63,712平方米。体育场馆可分为五个区域：第一体育馆、第二体育馆、邱德拔体育馆、五四体育中心、地厅体育中心。其中，第一体育馆、第二体育馆为燕京大学所建；邱德拔体育馆是北京奥运会乒乓球比赛场馆，赛后改造成为综合体育场馆。北大主要的体育活动有校运动会、北大杯足球赛以及“新生杯”、“硕士杯”足、篮、排球赛等。北京大学运动队曾获2012年首都高校乒乓球锦标赛男子团体冠军和女子团体冠军、2012年北京市大学生击剑比赛男子佩剑团体赛冠军、首届全国大学生马拉松邀请赛男女马拉松团体冠军等奖项。2014年，北大男篮、北大女篮在北京大学邱德拔体育馆举行的第16届中国大学生篮球联赛总决赛上双双夺冠。
1982年，北京大学在中国首创大学生暑期社会实践活动。社会实践涵盖了多个主题。据2011年的报道，之前三年北京大学参加社会实践的学生团队总计673个，参加实践的学生计7,025人次。北大还开办了五四学术文化节等品牌学术活动，“挑战杯”五四青年科学奖竞赛等学术竞赛。北京大学还设立学生创业中心，通过举办沙龙、组织比赛、提供实践机会等方式帮助学生创业。

## 校友

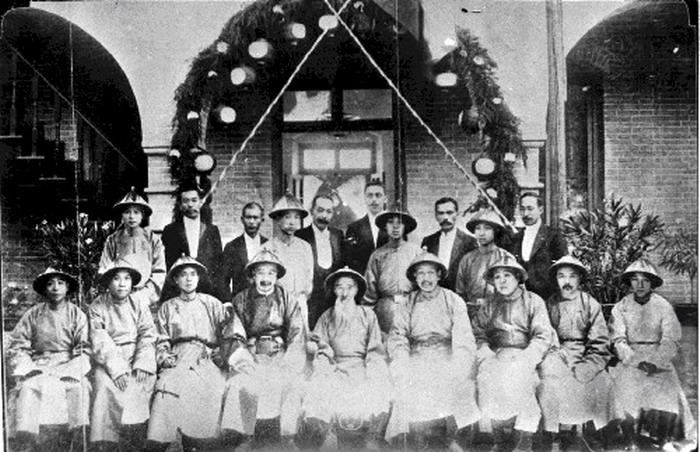
1903年京师大学堂主要教职员合影

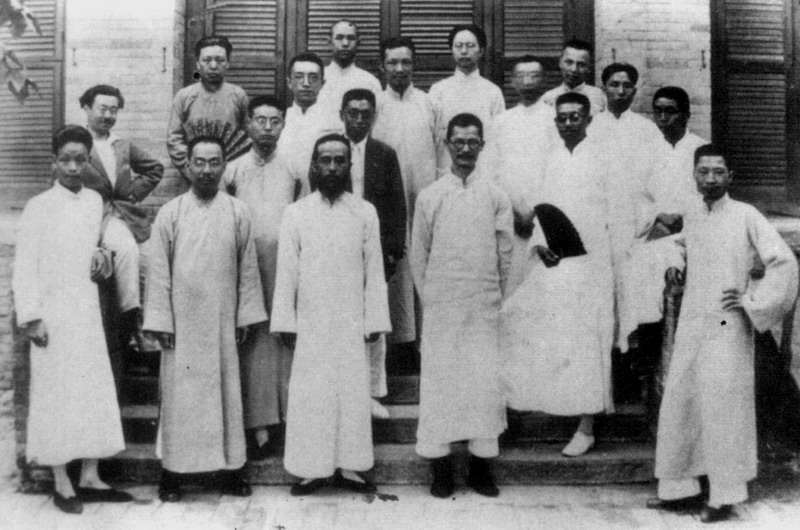
1924年9月，北京大学研究所国学门同人合影。前排左起：董作宾、陈垣、朱希祖、蒋梦麟、黄文弼；二排左起：孙伏园、顾颉刚、马衡、沈兼士、胡鸣盛；三排左起：常惠、胡适、徐炳昶、李玄伯、王充玮

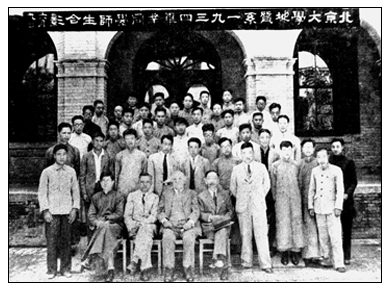
1934年，北京大学地质学系师生合影。前排坐者左起：孙云铸、李四光、葛利普、丁文江

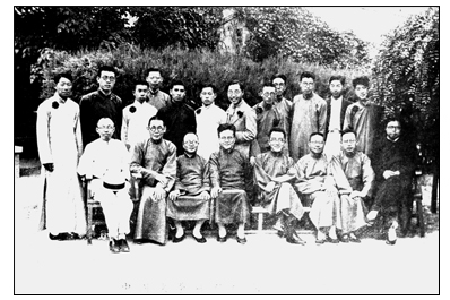
1937年，北京大学中文系教授与毕业生合影。前排左二起：何容、郑奠、罗常培、胡适、郑天挺、魏建功、唐兰

### 学界
中国校友会网2014年发布的统计称，北京大学毕业生当选中国科学院、中国工程院院士者有159人，列中国高校第一。北京大学新闻网2013年发布的消息称，当时健在的707名中国科学院院士中，北京大学毕业生有90名，列中国高校首位。2007年，北京大学表示，计入中央研究院院士、中国科学院院士、中国工程院院士、中国社会科学院学部委员后，北京大学毕业生当选院士者共586名，排在中国高校榜首。西南联大时期的学生杨振宁、李政道后来获诺贝尔物理学奖。获得2015年诺贝尔生理学或医学奖的北大医学院校友屠呦呦是第一位获得诺贝尔科学奖项的中华人民共和国科学家、第一位获得该奖的华人科学家。获两弹一星功勋奖章的23人里，12人是北大毕业生或北大教授。获中华人民共和国国家最高科学技术奖的北大毕业生或教授有吴文俊、王选、黄昆、刘东生、叶笃正、吴征镒、徐光宪、蕭輝楷、王忠诚、于敏。在北大毕业或任教的人文社科学者有林纾、嚴復、顾颉刚、范文瀾、徐志摩、胡风、冯至、卞之琳、何其芳、李广田、潘漠华、穆旦、郑敏、杜运燮、袁可嘉、朱自清、俞平伯、汤用彤、冯友兰、翦伯赞、王力、朱光潜、马寅初、陈岱孙、金克木、季羡林、费孝通、张岱年、林庚、宿白、王铁崖、李赋宁、厉以宁、袁行霈、萧蔚云、林毅夫、张维迎、皮建才、田余庆、张广达、黄楠森、汤一介、赵宝煦等。2003年的一份统计称，北大毕业生中有413人后来担任大学校长。

### 政界
中华人民共和国国务院前任总理李克强是北大法律系1977级本科生，后来在职获得北大经济学博士。埃塞俄比亚前任总统穆拉图·特肖梅是北大哲学系1977级本科生，与李克强同期本科毕业，后来在国际政治系获得硕士、博士学位。政界的北京大学校友还有胡启立、唐家璇、王梦奎、李肇星、陈福今、胡德平、张维庆、邓楠、齐续春、楊岳橋、薄熙来、白春礼、袁纯清、赵乐际、胡春华、李书磊、石泰峰、彭清华、岑浩辉等人。2021年，中国大学杰出政要校友排行榜中，北京大学有政要校友336名，列排行榜第一。

### 传媒、文艺界
在文化界担任管理职务的北京大学毕业生有蔡武、申尊敬、王庚年、俱孟军、何平、孙冰川、卢仲云、杨迎明、雷佳等。北大毕业生中的知名记者有汪大昭、唐师曾、李响等人，知名主持人有阿忆、王利芬、曲向东、张泉灵、撒贝宁、李思思等。知名脫口秀藝人則有李雪琴。导演英达、林天强，相声演员徐德亮也是北京大学毕业生。

### 商界、金融界
据中国校友会网2014年的统计，1999年至2013年间登上福布斯等榜单的中国富豪中，北京大学毕业生占98人，列中国高校首位。中坤集团创始人黄怒波、新东方创始人俞敏洪、当当网创始人李国庆、百度创始人李彦宏、新浪网创始人王志东都是北大本科毕业生。金融界的北大校友有易纲、龚方雄、谢韬、蔡红军、阎焱等人。

### 体育界
根据2002年中华人民共和国国家体育总局、教育部等颁发的文件《关于进一步做好退役运动员就业安置工作的意见》，体育比赛中获中国前三、亚洲前六、世界前八名或获得国际级运动健将称号的运动员，可免试进入高校学习。在北京大学读本科的奥运冠军有李宁、罗雪娟、雷声、邓琳琳、孙玉洁等人。

## 校办企业
根据教育部2015年1月发布的《高等学校校办企业统计概要公告》，北京大学校办产业总资产排名第一，净利润排名第二。据统计，北京大学校办产业的产值占中国大陆校办企业产值的三分之一。2014年，北京大学校办企业总资产超过1,800亿元人民币。2002年，北京大学注册成立国有独资企业北大资产经营有限公司，代表学校对校办企业行使出资人权利。北京大学校办企业主要有北大方正、北大青鸟、北大未名和北大科技园等。
方正集团下辖五大产业集团，拥有六家上市公司，2015年总资产1,966亿元人民币，总收入805亿元。方正集团的前身是北京大学1986年成立的北京大学理科新技术公司，通过激光照排技术起家，后来成为兼跨IT、医疗医药、房地产、金融、大宗商品贸易等行业的多元投资控股集团。根据2003年改制时确定的股权方案，北京大学拥有方正集团70%的股权，集团管理层拥有余下30%股权。2003年方正改制后，李友等高管通过资本运作使得方正快速扩张。然而，2015年1月，方正高管魏新、李友、余丽等人因涉案被带走调查。

### 社交媒体
- 北京大学的Facebook專頁
- 北京大学的新浪微博
- 北京大学的哔哩哔哩个人空间
- 北京大学的X（前Twitter）